# Лотарингія
Лотарингія (фр. Lorraine, нім. Lothringen) — історичний регіон (з 1 січня 2016 у складі регіону Гранд-Ест) на північному сході Франції. Головне місто — Мец. Населення 2,33 млн осіб (11-те місце серед регіонів).

## Географія
Площа території — 23 547 км². Регіон включає департаменти Мез, Мерт і Мозель, Мозель і Вогези. Через нього протікають річки Мез (Маас) і Мозель.
Лотарингія — єдиний французький регіон, що межує з трьома іноземними державами, — Бельгією, Люксембургом і Німеччиною.
Сучасний регіон Лотарингія за площею набагато поступається середньовічним Лотаринзькому королівству та Лотаринзькому герцогству, але перевершує пізнішу історичну провінцію. Окрім цієї провінції він включає області колишніх провінцій Барруа і Труа-Евеше.

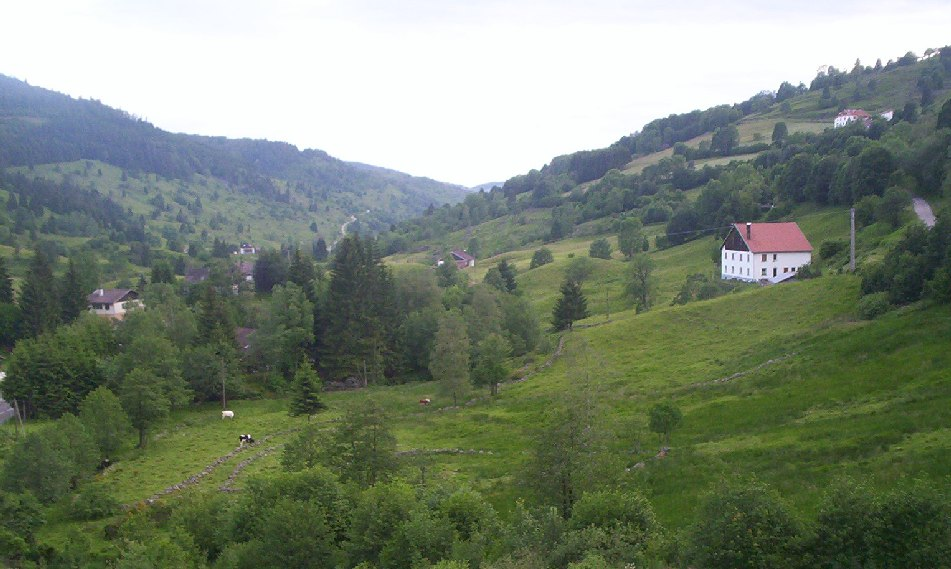
В долині Шайю

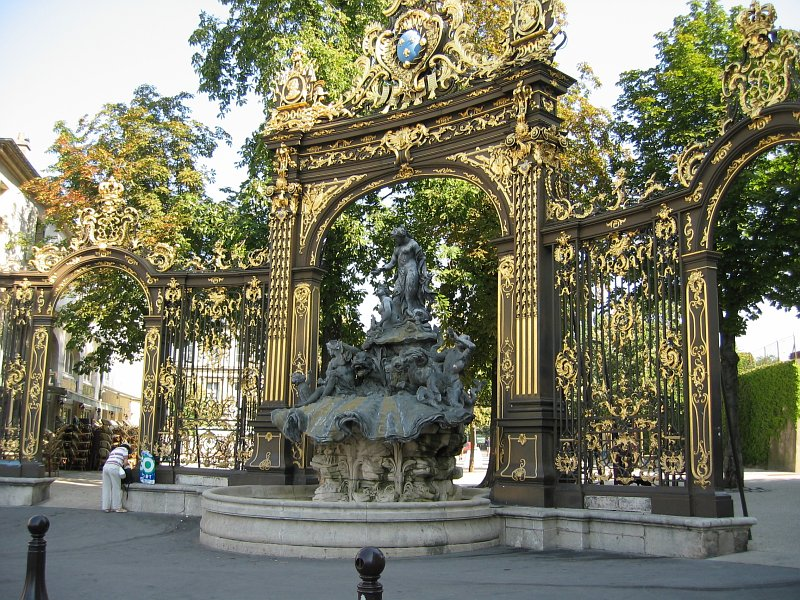
Нансі, фонтан Нептуна на площі Станисласа